# San Bernardino (Paraguay)
San Bernardino ist eine Kleinstadt und Distrikt im paraguayischen Departamento Cordillera, rund 35 Kilometer von Asunción entfernt.

## Geschichte
Die Stadt wurde am 24. August 1881 von Jakob Schaerer als deutsche Kolonie gegründet und hat 10.176 Einwohner (Schätzung der Stadtverwaltung 2007). Ursprünglich hieß die Stadt Nueva Baviera (Neubayern), wurde aber nach dem Ersten Weltkrieg zu Ehren des Generals und Präsidenten Paraguays Bernardino Caballero nach dessen Namenspatron Sankt Bernhard benannt. Die Flagge der Stadt entspricht mit ihren horizontalen Balken in schwarz, rot und gelb praktisch der Flagge Deutschlands.

## Beschreibung
Aufgrund der Lage am Ostufer des Ypacaraí-Sees ist San Bernardino ein bedeutendes Urlaubsziel für die einheimische Bevölkerung. Viele wohlhabende Paraguayer besitzen ein Ferienhaus in San Bernardino, welches jedoch in der Regel nur in den Sommermonaten Dezember bis Februar genutzt wird. Die Architektur der Ortsmitte wird geprägt von Gebäuden aus der Gründungsphase und Ferienhäusern des 20. Jahrhunderts, vermischt mit einzelnen Hotelanlagen und Gastronomiebetrieben. An der Hauptzufahrtsstraße, Ruta General Morínigo, befindet sich eine Vielzahl von meist nur saisonal geöffneten Diskotheken, einfachen Restaurants und Clubanlagen. An Sommerwochenenden strömen bis zu 20.000 Gäste nach San Bernardino, das sich auch als Capital del Verano (Hauptstadt des Sommers) bezeichnet.

## Persönlichkeiten
In San Bernardino verstarb der Gymnasiallehrer und deutschnationale politische Agitator Bernhard Förster (1843–1889), der Schwager von Friedrich Nietzsche, durch Suizid.
Emil Hassler (1864–1937), Schweizer Arzt, Naturforscher und Botaniker, ist in San Bernardino begraben.
Auf dem Friedhof befindet sich auch das Grab von Luis Alberto del Paraná (1928–1974), Sänger der Los Paraguayos.